# Rhencullen

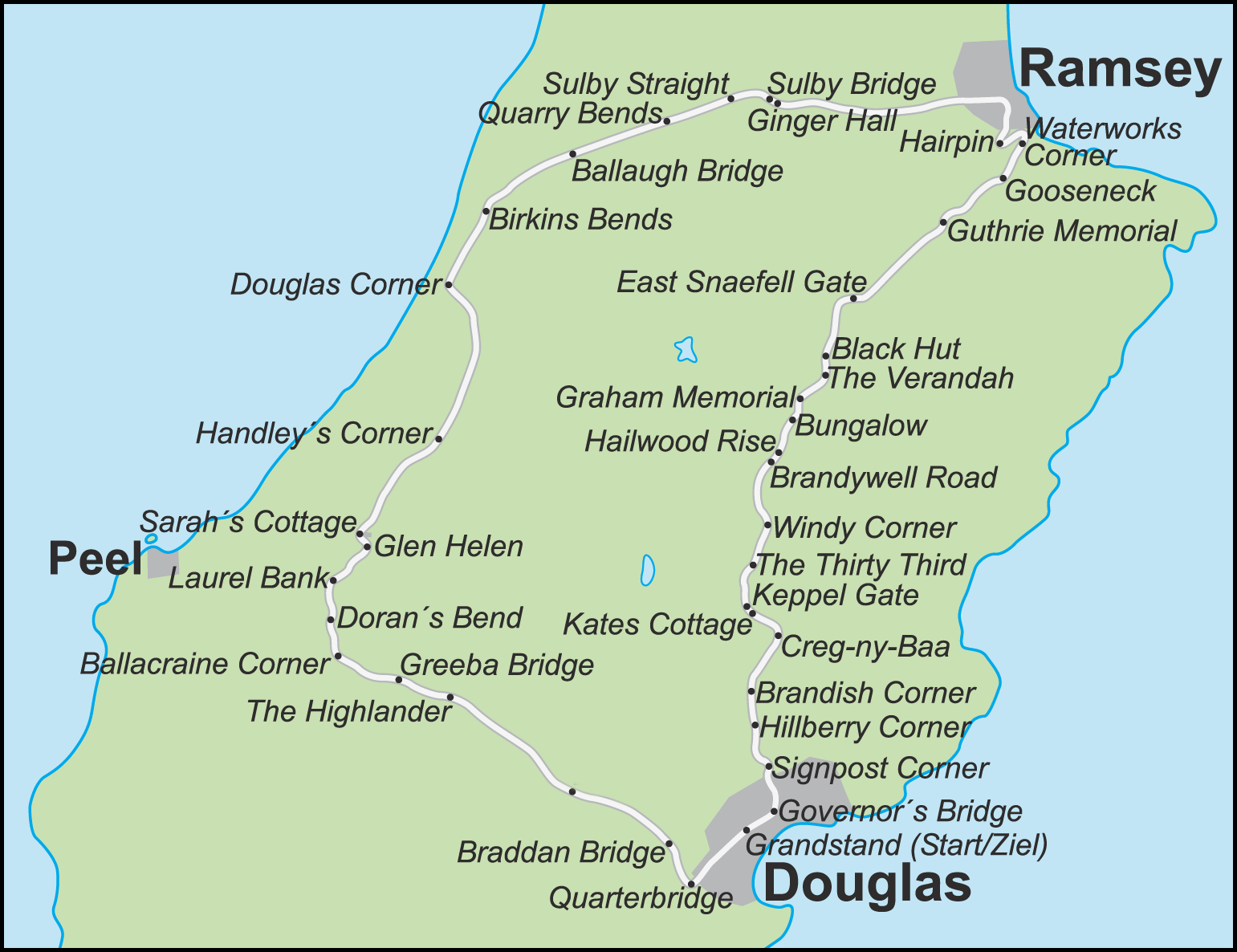
Rhencullen en Birkin's Bend liggen in het westen van het eiland Man

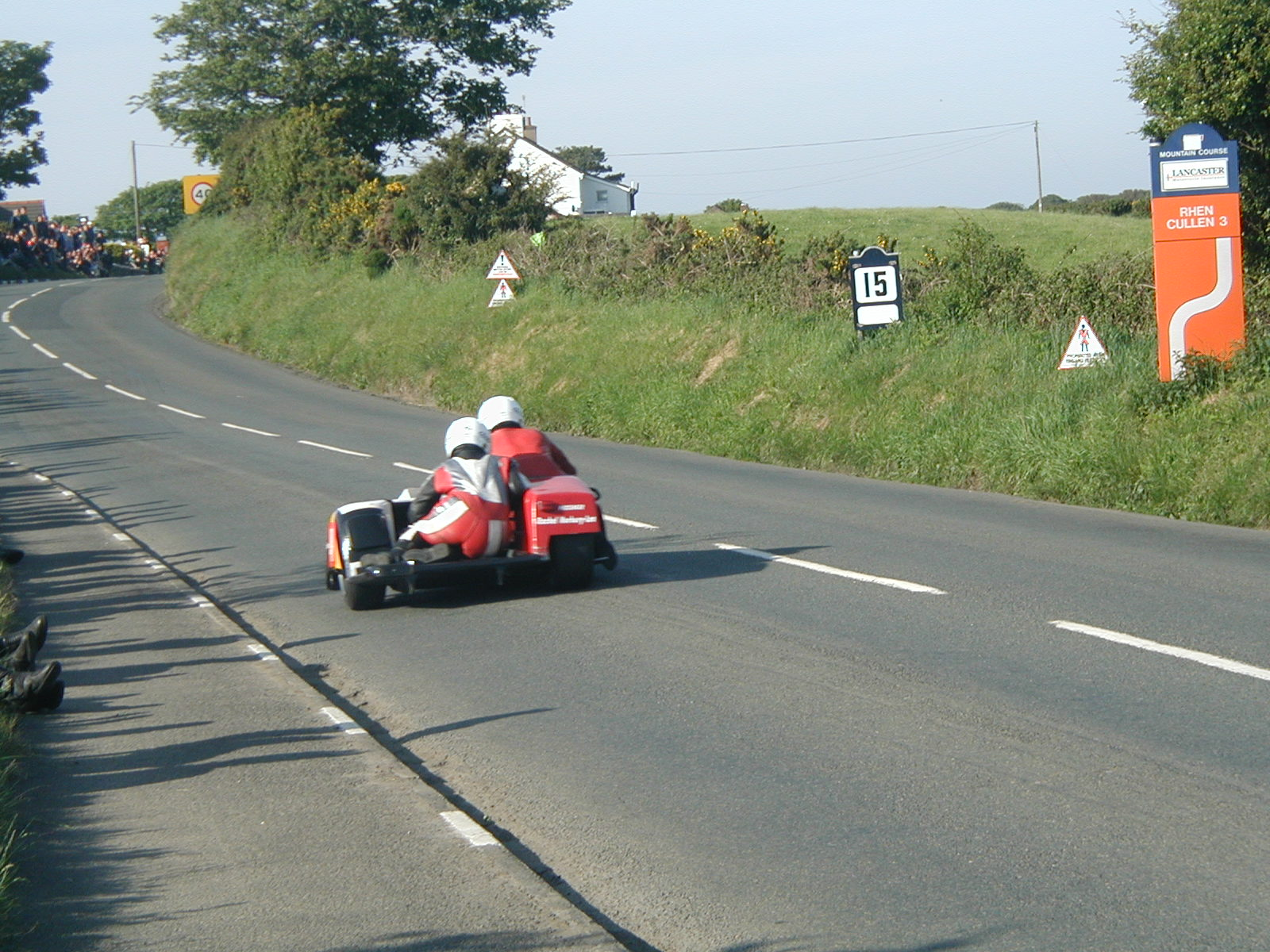
zijspancombinatie bij de nadering van Rhencullen

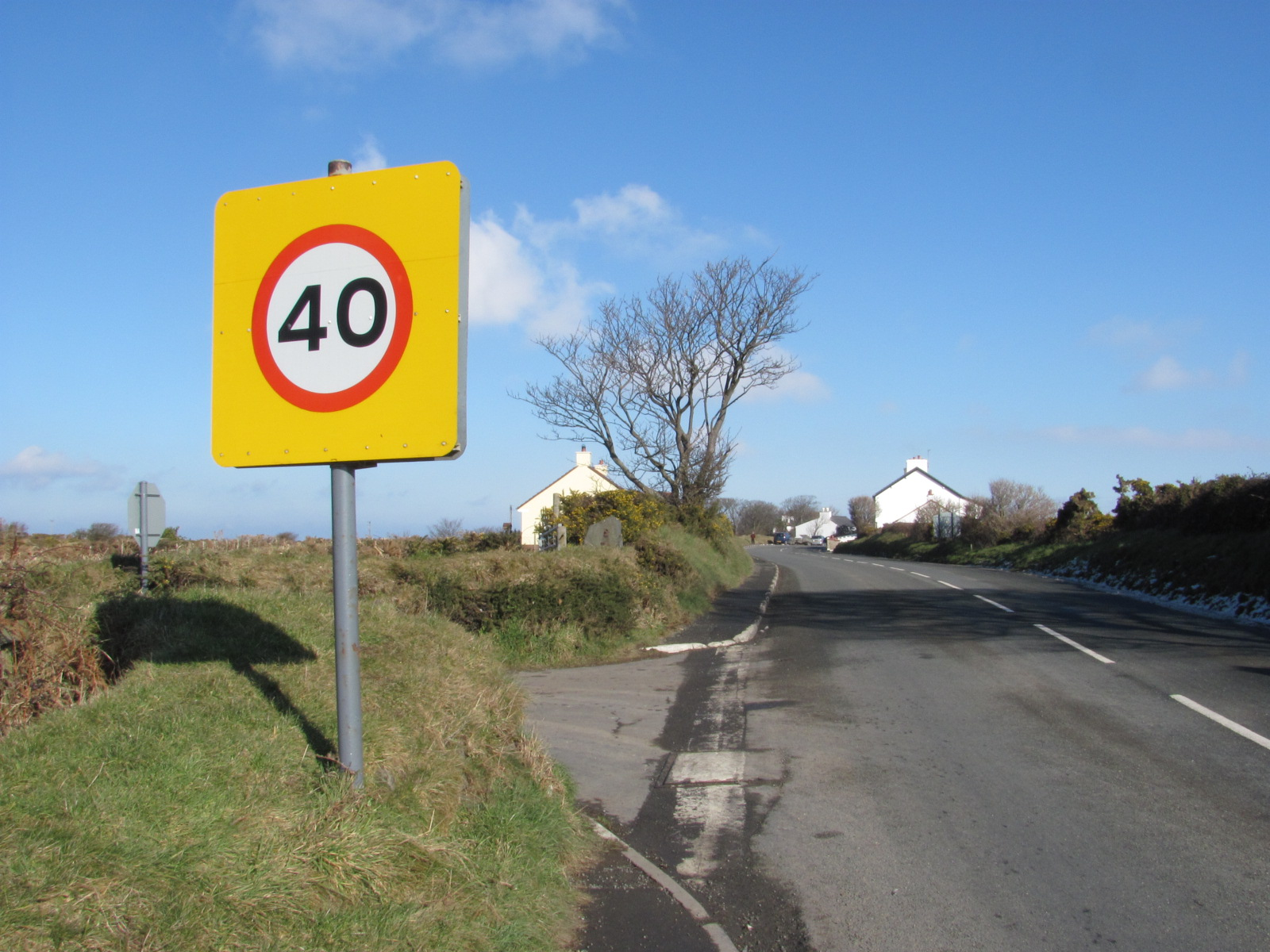
De A3 Castletown - Ramsey en de kruising met de C19 Orrisdale Loop Road, net voorbij Birkin's Bend

John McGuinness bij Birkin's Bend

Rhencullen (Manx: Hulstheuvel) en Birkin's Bend liggen tussen de 15e en de 16e mijlpaal van de Snaefell Mountain Course tussen Kirk Michael en Bishopscourt langs de A3 van Castletown naar Ramsey op het eiland Man.
Het gebied wordt overheerst door landbouwgrond bij Ballarhenny en de pastorie van Bishopscourt. 

## Isle of Man TT en Manx Grand Prix
Rhencullen bestaat uit een serie flauwe bochten die deel uitmaakten van de Highroads Course en de Four Inch Course die gebruikt werden voor de Gordon Bennett Trial en de RAC Tourist Trophy van 1904 tot 1922. Het maakt ook deel uit van de Snaefell Mountain Course, het stratencircuit waarop de Isle of Man TT en de Manx Grand Prix worden verreden. 

### Circuitverloop
Rhencullen is op het oog een vrij recht gedeelte, maar door de hoge snelheden zijn de vier flauwe bochten tussen Kirk Michael en Bishopscourt erg lastig. Het is een van de gevaarlijkste punten van de Mountain Course en de laatste jaren is het ook verboden voor het publiek. Elk markant punt van de Mountain Course wordt voorafgegaan door waarschuwingsborden die het circuitverloop aangeven, maar bij Rhencullen staan er vier. De meeste coureurs zoeken hulpmiddelen langs de weg om hun ideale instuurpunten te vinden en meestal zijn dat telefoonpalen. Er is eigenlijk maar één ideale lijn over het hele stuk van ongeveer een kilometer lengte. Al in 1949 verbaasde een journalist van "The Motor Cycle" zich over de perfectie waarmee de coureurs allemaal dezelfde lijn volgden. Hij schreef: "Als er een postzegel op de rijlijn van Frith was geplakt, waren alle volgers (Fry, Bell, Daniell, Lockett, Graham, Frend, Doran, Foster en Lyons) over deze postzegel gereden." Na de eerste bocht ("Birkin's") valt de weg iets naar beneden, waardoor veel rijders een onbedoelde wheelie maken. Steve Hislop vertelde dat hij Rhencullen zo leuk vond dat hij zijn wheelie's met opzet maakte. Peter Williams reed in de jaren zeventig met een Norton Commando en hij gebruikte nergens markante punten om zijn instuurpunt te vinden, behalve bij Rhencullen. Daar hield hij een telefoonpaal in het oog om net naast het trottoir uit te komen. Dat deed Joey Dunlop ook, maar in 1993 stond hij op het punt zijn 15e TT-overwinning te behalen en daardoor was het publiek extra enthousiast als hij langs kwam. Een groepje fans stond echter precies voor de voet van de telefoonpaal te juichen. Dunlop zei daarover: "Ik weet dat ze het goed bedoelden, maar ze brachten me wel een beetje in de problemen." Ook voor de zijspanrijders is Rhencullen een volgas gedeelte, met alleen een gevaarlijk punt als het voorwiel even lift na Birkin's. Dave Molyneux begon zelfs al een mijl eerder, bij Douglas Road Corner, snelheid te maken om zo hard mogelijk door Rhencullen te gaan en snelheid te houden voor het hele stuk richting Ballaugh Bridge. Hij ging dus volgas het hele dorp door, maar toen zijn voorwiel met 230 km/h het luchtruim koos kwam het niet meer naar beneden. De wind sloeg onder de zijspancombinatie en die maakte een salto achterover. Bakkenist Craig Hallam gleed over de weg, maar Molyneux kwam onder de combinatie terecht. Hij kon er op tijd onderuit kruipen voor de zijspancombinatie in brand vloog. 

#### 15e mijlpaal en Birkin's Bend
De coureurs verlaten het dorp Kirk Michael langs een tankstation aan de linkerkant van de weg. Hier staat de 15e mijlpaal van de Mountain Course. Ze gaan iets omhoog richting de eerste rechter bocht die Birkin's Bend heet. Hij dankt zijn naam aan het dodelijke ongeval van Archie Birkin, die in 1927 hoopte te debuteren in de Senior TT. Birkin probeerde tijdens de training, toen het circuit nog open was voor het normale verkeer, een viskar te ontwijken, reed tegen een muur en overleed ter plaatse. Zijn overlijden zorgde ervoor dat vanaf 1928 de wegen tijdens de training afgesloten werden.
In de winter van 1953 werd het weggedeelte bij Rhencullen verbreed voor de Isle of Man TT van 1954.

## Gebeurtenissen bij Rhencullen
- Op 7 juni 1927 verongelukte Archie Birkin in de bocht die in 1928 zijn naam kreeg: Birkin's Bend.
- Op 8 september 1950 verongelukte Alfred Bent bij Birkin's Bend met een Velocette tijdens de training voor de Manx Grand Prix.
- Op 4 juni 1951 verongelukte John Wenman bij Rhencullen met een Norton Manx tijdens de Junior TT.
- Op 7 september 1954 verongelukte Ronald Butler bij Birkin's Bend met een AJS tijdens de Junior TT.
- Op 3 september 1955 verongelukte Eric Milton bij Birkin's Bend met een BSA tijdens de Junior Race van de Manx Grand Prix.
- Op 4 september 1962 verongelukte Geofrey Prentice bij Birkin's Bend met een AJS tijdens de Junior Race van de Manx Grand Prix.
- Op 29 augustus 1967 verongelukte Geoffrey Proctor bij Rhencullen met een Cotton tijdens de training.
- Op 12 juni 1971 verongelukte Maurice Jeffery bij Rhencullen met een Norton Manx tijdens de Senior TT.
- Op 3 september 1977 verongelukte Norman Tricoglus bij Rhencullen met een Yamaha tijdens de training voor de Manx Grand Prix.
- Op 6 september 1979 verongelukte Alain Taylor bij Rhencullen met een Yamaha tijdens Lightweight Race van de Manx Grand Prix.
- Op 1 september 1987 verongelukte Martin Jennings bij Rhencullen met een Yamaha tijdens de training voor de Manx Grand Prix.
- Op 6 september 1989 verongelukte Ian Standeven bij Rhencullen met een Yamaha tijdens de Junior Race van de Manx Grand Prix.
- Op 3 september 1992 verongelukte John Judge bij Rhencullen met een Yamaha tijdens de Junior Race van de Manx Grand Prix.
- Op 12 juni 1998 verongelukte John Henderson bij Rhencullen met een Suzuki tijdens de Senior TT.
- Op 10 juni 2005 verongelukte Gus Scott met een Honda tijdens de Senior TT.
- Op 4 juni 2016 verongelukte zijspanrijder Dwight Beare met een LCR-Suzuki GSX-R 600 tijdens de Sidecar TT.

(Markante punten in cursief zijn onofficiële punten of worden alleen gebruikt binnen Marshal Sectors)
1e mijl:
TT Grandstand ·
Nobles Park ·
St Ninian's Crossroads ·
Bray Hill ·
Ago's Leap ·
Quarterbridge Road ·
1st Milestone ·
2e mijl:
Wal Handley Memorial Seat ·
Quarterbridge ·
Port-y-Chee Meadow ·
Braddan Bridge ·
Jubilee Oak ·
Braddan Bridge House ·
Braddan Depot ·
Snugborough (Cronk Dhoo) ·
2nd Milestone ·
3e mijl:
Union Mills (Mullen Dhoo, Mwyllin Dhoo Aah, Mullin Doway) ·
Railway Inn ·
Ballahutchin Hill (Elm Bank Hill) ·
3rd Milestone ·
4e mijl:
Ballafreer ·
Glenlough ·
Ballagarey Corner ·
Glen Vine (Glen Darragh) ·
Ballabeg ·
4th Milestone ·
5e mijl:
Crosby ·
Crosby Left (Vicarage Corner) ·
Crosby Cross-Roads ·
5th Milestone ·
6e mijl:
Crosby Hill (Ballaglonney Hill of Halfway Hill) ·
Halfway House (The Waggon & Horses) ·
St Trinian's ·
The Highlander ·
Greeba Verandah ·
Pear Tree Cottage ·
Greeba Castle ·
6th Milestone ·
7e mijl:
Appledene (Shimmin's Corner) ·
Central Valley (Greeba Gap) ·
Greeba Bridge ·
The Hawthorn ·
Knock Breck ·
Gorse Lea ·
7th Milestone ·
8e mijl:
Ballagarraghyn ·
Ballacraine ·
Ballaspur ·
Ballig ·
8th Milestone ·
9e mijl:
Ballig Bridge ·
Doran's Bend ·
Laurel Bank ·
9th Milestone ·
10e mijl
Glen Moar Mill ·
Black Dub ·
Quarter-Distance Marker ·
The Vaish ·
Glen Helen (Glen Rhenass) ·
Sarah's Cottage ·
Creg Willey's Hill ·
10th Milestone ·
11e mijl:
Lambfell Beg ·
Lambfell (Moar) Cottage ·
Cronk-y-Voddy (Cronk-y-Voddy Straight) ·
Cronk-y-Voddy Cross Roads ·
Molyneux's ·
Cronk Bane Farm ·
11th Milestone ·
12e mijl:
Drinkwater's Bend ·
Handley's Corner (Cronk-y-Fedjag, Ballamenagh) ·
12th Milestone ·
13e mijl:
McGuinness's (Shoughlaigue Bridge) ·
Ballaskyr ·
Barregarrow Cross Roads (Cronk Aashen) ·
Barregarrow ·
Little Bray ·
Barregarrow Bottom ·
Cammal Farm ·
Cronk Urleigh ·
13th Milestone ·
14e mijl:
Ballalonna Bridge ·
Westwood Corner ·
Ballakinnag ·
14th Milestone ·
15e mijl:
Douglas Road Corner ·
Glen Wyllin Corner ·
The Mitre ·
Dave Saville Memorial Seat ·
Kirk Michael ·
The White House ·
15th Milestone ·
16e mijl:
Birkin's Bend ·
Rhencullen ·
Bishopscourt ·
Bishopscourt Farm Bends ·
Bishopscourt Straight ·
Orrisdale North ·
16th Milestone ·
17e mijl:
Dub Cottage (Bishop's Dub) ·
Alpine Cottage ·
Balla Cobb ·
17th Milestone ·
18e mijl:
Ballaugh Bridge ·
Ballaugh ·
Gwen's ·
Ballacrye Corner ·
Ballacrye ·
18th Milestone ·
19e mijl:
Quarry Bends ·
Ballavolley ·
Wildlife Park ·
Sulby Straight ·
Half-distance Marker ·
19th Milestone ·
20e mijl:
Sulby ·
Sulby Glen Hotel ·
Sulby Crossroads ·
Sulby Bridge ·
20th Milestone ·
21e mijl:
Ginger Hall ·
Kerrowmoar ·
21st Milestone ·
22e mijl:
Glen Duff ·
Glentramman ·
Temple Corner (Water Through Corner) ·
Glentramman Loop Road ·
Churchtown ·
Caravan ·
22nd Milestone ·
23e mijl:
Lezayre War Memorial ·
Ballakillingan ·
Conker Fields ·
K-tree ·
Sky Hill ·
Milntown Cottage (Pinfold Cottage) ·
Milntown Bridge (Glen Auldyn Bridge) ·
Milntown ·
Gardener's Lane ·
23rd Milestone ·
24e mijl:
Lezayre Road ·
School House Corner (Crossags, Russel's Corner) ·
Parliament Square ·
Queen's Pier Road ·
Ramsey Depot ·
Cruickshanks Corner ·
May Hill ·
24th Milestone ·
25e mijl:
Whitegates ·
Stella Maris ·
Ramsey Hairpin ·
Little Gooseneck ·
Water Works Corner ·
Ballure Reservoir ·
Mountain Section ·
Tower Bends ·
25th Milestone ·
26e mijl:
Gooseneck ·
Joey's (26th Milestone) ·
27e mijl:
Guthrie's Memorial ·
The Cutting ·
27th Milestone ·
28e mijl:
Milligan's Bridge ·
Mountain Mile ·
28th Milestone ·
29e mijl:
Three-Quarter distance marker ·
Mountain Box (East Mountain Gate, East Snaefell Gate) ·
29th Milestone ·
30e mijl:
Casey's (Rice's Corner, George's Folly) ·
Black Hut (Stonebreakers Hut, Shepherd's Hut) ·
John Smyth Memorial Shelter ·
Verandah ·
30th Milestone ·
31e mijl:
Bungalow Bridge ·
Stonebridge ·
Les Graham Memorial ·
Bungalow Bends ·
McIntyre Box ·
Murray's Museum ·
Joey Dunlop Memorial ·
The Bungalow ·
31st Milestone ·
32e mijl:
Hailwood's Rise ·
Hailwood's Height ·
Brandywell (West Mountain Gate, Beinn-y-Phott Gate, Bungalow Gate) ·
Duke's (32nd Milestone) ·
33e mijl:
Windy Corner (Nobles Corner) ·
Nobles Park Road ·
Slieu Lhost Quarry ·
Thirty-Third (33rd Milestone) ·
34e mijl:
Keppel Gate (Clarke's Corner) ·
Kate's Cottage (Shepherd's House) ·
34th Milestone ·
35e mijl:
Creg-ny-Baa (the Keppel Hotel) ·
Gob-ny-Geay (Sunny Orchard) ·
35th Milestone ·
36e mijl:
Brandish Corner (Telegraph Hill, O'Donnell's en Upper Hillberry Corner) ·
Hillberry Corner ·
36th Milestone ·
37e mijl:
Glen Dhoo Farm ·
Hillberry Road ·
Cronk-ny-Mona ·
Johnny Watterson's Lane ·
Signpost Corner ·
Bedstead Corner ·
The Nook ·
37th Milestone ·
38e mijl:
Bemahague ·
Governor's Bridge ·
Governor's Dip ·
Glencrutchery Road ·
38th Milestone